# Gowdanahalli, Tumkur
Gowdanahalli là một làng thuộc tehsil Tumkur, huyện Tumkur, bang Karnataka, Ấn Độ.